# DS-2 (chemia)
DS-2 jest wieloskładnikowym odkażalnikiem stosowanym w armii USA.
Skład: 2% NaOH, 28% 2-metoksyetanolu, 70% dietylenotriaminy (lub innej aminy).
Roztwór charakteryzuje się wysoką nukleofilowością i wysoką zdolnością do rozpuszczania wszystkich bojowych środków trujących, dzięki czemu jest wysoce efektywnym środkiem odkażającym.